# موتور بمب ناصر 2 (أرزوئية)
موتور بمب ناصر 2 (بالإنجليزية: Mowtowr Pamp-e Naser 3)‏ هي منطقة سكنية تقع في إيران في Arzuiyeh Rural District. يقدر عدد سكانها بـ 87 نسمة .